# SPA 158 Serpentaire
La SPA 158 est une escadrille de l'Armée de l'air française créée pendant la Première Guerre mondiale. Elle est dissoute une première fois en mars 1919 avant d'être reformée de juin 1953 à novembre 1957 puis de novembre 1972 à décembre 1978. Elle renait une dernière fois entre février 1979 pour être à nouveau dissoute en 1992.

## Insigne de l'Escadrille
L'insigne de l'escadrille, numérotée A-551, fut homologué le 24 juillet 1953. Cet insigne est à l'origine celui de la N 158 puis de la MS 158 avant de devenir celui de la SPA 158. Les unités aériennes portaient à cette époque l'initiale des avions affectés (N=Nieuport, MS=Morane-Saulnier et SPA pour Société de Production des Avions Déperdussin).
L'héraldique décrit : « Serpentaire d'émail blanc et de sable empiétant un serpent de sinople. »
Le serpent représente les forces allemandes maîtrisées par les avions français, symbolisés par le serpentaire.

## Historique de l'Escadrille

### Première Guerre mondiale
L'effectif de pilote initial était composé du Lieutenant Chaudron, commandant d'escadrille, du Sous-lieutenant Gaillard, des Adjudants Pascaud et Guichenat, des Caporaux Boucheron et Grimault, du Brigadier Gloux ainsi que de quatre caporaux américains Warner Hobbs, Edgar Stuart, Théodore de Kruyft et Rufus Randall Rano.
- 1er janvier 1918 : L'escadrille N 158 est formée sur le terrain de Nonneuil, commune de Golancourt (Oise), le commandement en est donné au Lieutenant Jacques Chaudron venu de la N 153.
- 20 janvier 1918 : L'escadrille constituée part s'installer sur le terrain de Maison-Neuve : elle est au repos et mis provisoirement à la disposition de la VIe armée.
- Février 1918 : L'escadrille se perfectionne dans les missions de combat et de reconnaissance.
- 4 février 1918 : Le sous-lieutenant Gaillard abat un avion, reconnu comme probable seulement, dans la région de Vaucelles.
- 16 février 1918 : Le même sous-lieutenant Gaillard à la suite d'un combat aérien, voit tomber son ennemi. Cet avion est compté comme probable.
- 21 février 1918 : La IIIe armée est ramenée sur le front et se tient prête à intervenir dans la Somme (zone britannique). L'escadrille N 158 lui est alors définitivement rattachées comme la SPA 79 dans le cadre du GEA (Groupe d'Escadrille d'Armée).
- 8 mars 1918 : Les combats montrent la supériorité des appareils ennemis et la transformation de l'escadrille sur Morane-Saulnier Parasol est alors décidée. Elle part pour l'arrière pour permettre aux pilotes de s'exercer sur les nouveaux appareils.
- 24 mars 1918 : La MS 158, à la suite de l'attaque allemande sur le front britannique, rejoint la IIIe armée, elle stationne alors sur le terrain de Sacy-le-Grand (Oise).
- 20 avril 1918 : L'escadrille est envoyée sur le terrain d'Auvillers (Oise) pour se transformer sur SPAD monoplace.
- 15 mai 1918 : Le caporal Boucheron se tue dans un accident à l'atterrissage.
- 2 juin 1918 : La SPA 158 remonte en ligne pour la bataille du Matz.
- 10 juin 1918 : L'escadrille perd le Brigadier pilote Gloux, disparu au cours d'une patrouille aérienne.
- 14 juin 1918 : Le sergent Ropert abat le premier appareil homologué par un combat près de nos lignes.
- 17 juin 1918 : Le sous-lieutenant Gaillard est tué au cours d'une mission de chasse.
- 10 août 1918 : L'escadrille est engagée dans la 3e bataille de Picardie.
- 17 août 1918 : Engagement de l'unité dans la seconde bataille de Noyon.
- 21 août 1918 : Seconde victoire homologuée par le sergent Rano qui abat un avion ennemi dans la région de Noyon.
- 25 août 1918 : La SPA 158 est réunie aux escadrilles SPA 82, SPA 160, et SPA 161 pour former le Groupe de Combat 23 (GC 23).
- 6 septembre 1918 : La SPA 158 passe de 15 à 18 avions.
- 14 septembre 1918 : La IIIe armée est retirée du front, le GC 23 passe alors à la VIe armée.
- 25 septembre 1918 : L'escadrille avec son armée, est engagée dans la bataille de la Lys et de l'Escaut, elle occupe le terrain de Rumbecke.
- 2 mars 1919 : Dissolution de l'escadrille sur le terrain de Rumbecke.

### 1953 - Renaissance de la SPA 158
Par décision No 5599/EMGFAA1B/ORG/SC du 13 avril 1953, la 11e Escadre de chasse se voit renforcée par un troisième escadron, le 3/11 Jura.
- 1er juin 1953 : Cette nouvelle unité reprend les traditions des escadrilles SPA 158 et SPA 161. Celles-ci sont équipées de F-84G Thunderjet. Le premier commandant de la SPA 158 sur le terrain de Lahr est le lieutenant Vaujour.
- 7 avril 1954 : L'escadrille perd son premier pilote, le lieutenant Jeandon qui d'écrase près de Plombières-les-Bains.
- 3 septembre 1954 : Le lieutenant Maffre prend la tête de l'escadrille.
- 1er juillet 1955 : Le lieutenant Dubourg succède au lieutenant Maffre comme commandant d'escadrille.
- 1er novembre 1957 : L'escadrille comme l'escadron porteur sont dissous pour la seconde fois. L'escadrille comprend alors les lieutenants Graziani, Baratcabal, Moulhade et Lespine ainsi que les sergents Bruguières, Fleur, Chabirand, Saint-Martin, Bouvet, Gehin et Koppes.

### 1972 - L'escadrille se reforme pour la troisième fois
- 27 novembre 1972 : À Djibouti, l'escadron de chasse 4/11 succède à l'escadron d'appui 01/021 Aures-Nementcha. Il reprend l'insigne et les traditions de l'escadrille SPA 158, du fait de l'effectif réduit de l'unité. Ainsi pour une période de trois ans la vie et l'activité de l'escadrille sera confondues avec celle de l'escadron.
- 31 décembre 1978 : L'escadrille une nouvelle fois s'éteint, à Djibouti, pour mieux revivre, à Bordeaux.

### 1979 - LeSerpentairerenaît de ses cendres
- 9 février 1979 : Le Capitaine Croci reçoit des mains du lieutenant-colonel Pissochet le fanion de la SPA 158 Serpentaire.
- 2 septembre 1982 : Le Capitaine Gariel devient le nouveau commandant de l'escadrille en lieu et place du Capitaine Croci qui devient le premier commandant des opérations de l'unité.
- 1992 : Extinction définitive de l'escadrille SPA 158. L'Armée de l'air ayant modifié son organisation, la 11e Escadre de chasse voit disparaître son escadron extérieur l'EC 4/11 et donc ses deux escadrilles le Serpentaire et le Sphinx.

## Les différents aéroplanes et aéronefs de l'unité
- 1918 - 1919
  - Nieuport 17 01/01/1918
  - Morane-Saulnier Parasol 08/03/1918 - 20/04/1918
  - SPAD S.XIII et SPAD S.VII 20/04/1918 - 20/03/1919
- 1953 - 1957
  - Republic F-84G Thunderjet
  - Republic F-84F Thunderstreak
- 1973 - 1978
  - North American F-100 Super Sabre (D&F)
- 1979 - 1992
  - SEPECAT Jaguar (A&E)